# CDC2L2
Protein kinase PITSLRE đặc hiệu serine/threonine CDC2L2 (tiếng Anh: PITSLRE serine/threonine-protein kinase CDC2L2) là enzyme ở người được mã hóa bởi gen CDC2L2.